# Dryopteris huangshanensis
Dryopteris huangshanensis är en träjonväxtart som beskrevs av Ren-Chang Ching. Dryopteris huangshanensis ingår i släktet Dryopteris och familjen Dryopteridaceae. Inga underarter finns listade.